# Gemma Bonner
Gemma Bonner (* 13. Juli 1991 in Leeds) ist eine englische Fußballspielerin.

## Karriere

### Verein
Bonner begann ihre Karriere beim Leeds United LFC, dem sie schon im Kindheitsalter beigetreten war, und gewann mit diesem 2010 den FA Women’s Premier League Cup. 2011 wechselte sie zur Frauenmannschaft des FC Chelsea und von dort nach zwei Jahren weiter zum Liverpool FC Women. Diesen führte sie 2013 und 2014 zweimal in Folge als Mannschaftskapitänin zur englischen Meisterschaft. Vor der Saison 2015 verlängerte Bonner ihren Vertrag in Liverpool.

### Nationalmannschaft
Bonner nahm mit der englischen U-19 an den U-19-Fußball-Europameisterschaften 2009 und 2010 teil, wobei nach dem Triumph 2009 in Belarus beim darauffolgenden Turnier der zweite Platz erreicht wurde. Bei der U-20-Weltmeisterschaft 2010 stand sie im Kader, kam jedoch nicht zum Einsatz. An der Fußball-Europameisterschaft der Frauen 2013 nahm sie, bis dato noch ohne A-Länderspieleinsatz, teil, kam jedoch auch im dortigen Turnierverlauf nicht zu ihrem Debüt in der englischen Nationalmannschaft. Dieses gab Bonner daraufhin am 26. September 2013 im WM-Qualifikationsspiel gegen die Türkei.

## Erfolge
- 2009: Gewinn der U-19-Europameisterschaft
- 2013, 2014: Gewinn der englischen Meisterschaft (Liverpool FC Women)